# Marie-Clémentine Dusabejambo
Marie-Clémentine Dusabejambo (* 1987 in Kigali) ist eine ruandische Regisseurin und Drehbuchautorin.

## Beruflicher Werdegang
Dusabejambo hat Elektroingenieurwesen studiert und während ihres Studiums bei verschiedenen Filmproduktionen gearbeitet. Nach ersten Erfahrungen an verschiedenen Filmsets drehte sie 2011 ihren ersten eigenen Kurzfilm Lyzia und gewann dafür den Tanit Bronze Award auf dem Carthage Film Festival 2012.

## Werk
In ihren Filmen richtet sie den Fokus auf gesellschaftliche und soziale Ungleichheiten und porträtiert Menschen, die um gesellschaftliche Anerkennung kämpfen.
Der Kurzfilm A place for myself (2016) handelt von einem Mädchen mit Albinismus, das in der Schule mit Diskriminierungserfahrungen konfrontiert ist. Der Film wurde auf dem Zanzibar International Film Festival unter anderem mit dem Golden Dhow Award für den besten Kurzfilm (ZIFF Award 2016 Best Short Film) ausgezeichnet.
Icyasha handelt von einem 12-jährigen Jungen, der in das Fußballteam des Dorfes aufgenommen werden will, doch aufgrund seiner femininen Art von den anderen Kindern ausgeschlossen wird.
Ihr erster Langfilm Iwacu handelt von einer Therapeutin, die dem Genozid an den Tutsi entkommen ist und sich, als ihre Tochter schwanger wird, mit ihrer traumatischen Vergangenheit konfrontiert sieht.

## Filmografie
- Lyiza, 2011
- Behind the Word, 2013
- A Place for Myself, 2016
- Icyasha (Etiquette), 2018
- Chez nous (Iwacu), 2019

## Auszeichnungen
- 2012: Tanit Bronze Award auf dem Carthage Film Festival
- 2016: Golden Dhow Award für den besten Kurzfilm (ZIFF Award 2016 Best Short Film)